# پگاه‌زی

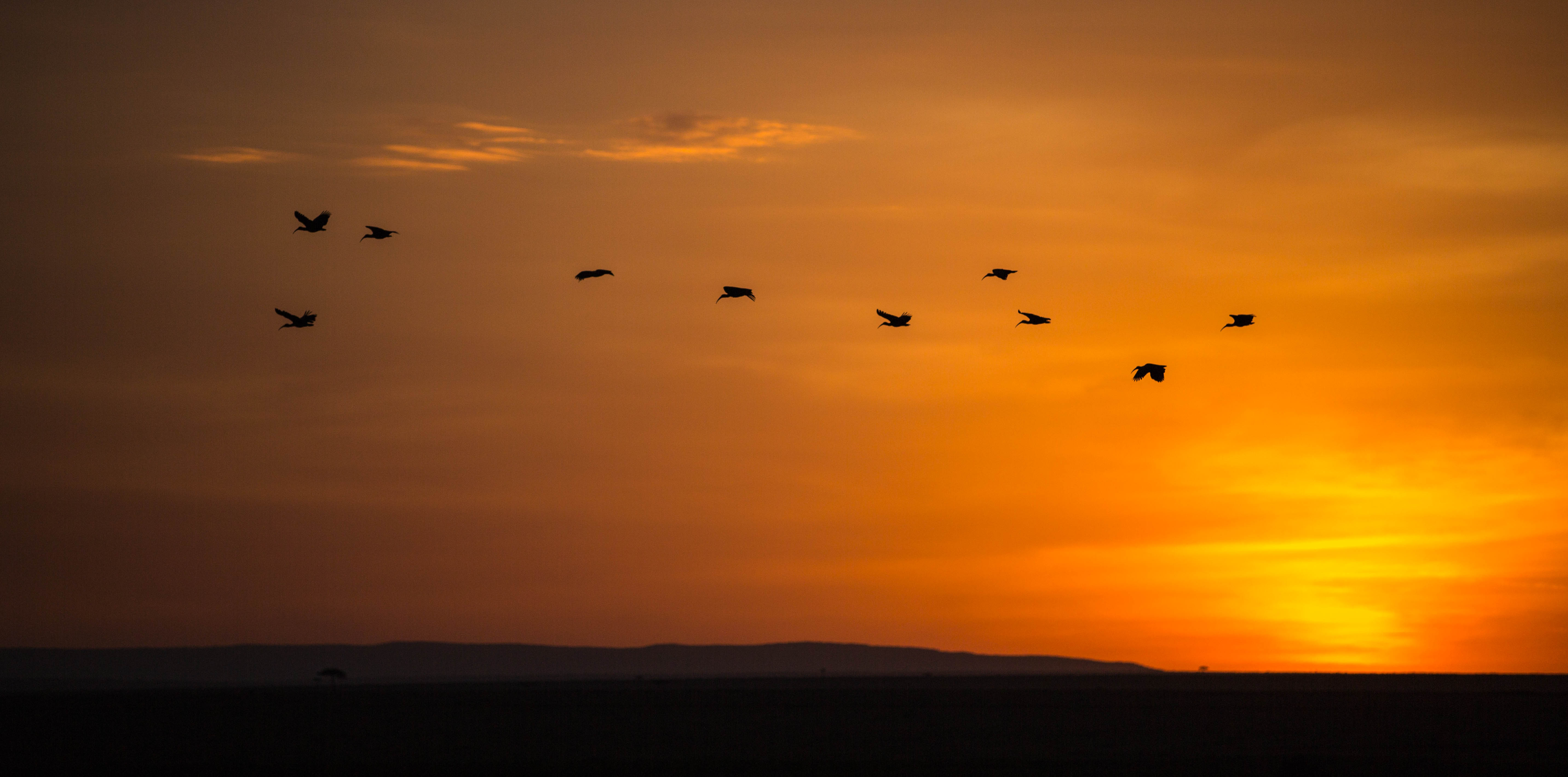
پرواز پرندگان پیش از سپیده‌دم بر فراز ماسای مارا

فعالیت پگاه‌زی در دوره گرگ و میش از سحرگاه تا طلوع خورشید رخ می‌دهد

پگاه‌زی (به انگلیسی: Matutinal, matinal) (در نوشته‌های حشره‌شناسی)، و نیز matutine اصطلاحاتی هستند که در علوم زیستی برای نشان دادن چیزی مربوط به، یا رخ دادن در ابتدای صبح استفاده می‌شوند. این اصطلاح ممکن است جانوران دوگاه‌زی را توصیف کند که در ساعات پیش از سحر یا ساعات اولیه صبح به‌طور قابل توجهی فعال هستند. در طول دوره گرگ و میش صبح و اندکی پس از آن، این جانوران در کارهای مهمی مانند جستجوی جفت، جفت‌گیری و جستجوی غذا شرکت می‌کنند.